# غزالة شرقية (الرقة)
غزالة شرقية قرية سورية تتبع ناحية المنصورة في منطقة الثورة في محافظة الرقة. بلغ عدد سكانها 475 نسمة في عام 2004 حسب إحصاء المكتب المركزي للإحصاء.